# أتو شتابف
أتو شتابف (1857-1933) (بالإنجليزية: Otto Stapf)‏ هو عالم نبات نمساوي.